# Aradi
Aradi – dawne biskupstwo w rzymskiej prowincji Afryka Prokonsularna (obecnie Henchir-Bou-Arada w Tunezji). 
Należało do metropolii Kartagina. Biskupi znani z V i VI wieku (Fortunat i Emilian). Od 1933 biskupstwo tytularne.

## Biskupi tytularni
| Lp. | Biskup                          | Funkcja                                       | Od                   | Do                |
| --- | ------------------------------- | --------------------------------------------- | -------------------- | ----------------- |
| 1   | Bryan Joseph McEntegart         | rektor Katolickiego Uniwersytetu Ameryki      | 19 sierpnia 1953     | 16 kwietnia 1957  |
| 2   | Johannes Vonderach              | biskup koadiutor Chur (Szwajcaria)            | 31 października 1957 | 18 stycznia 1962  |
| 3   | Eduard Schick                   | biskup pomocniczy Fuldy (Niemcy)              | 14 kwietnia 1962     | 18 grudnia 1974   |
| 4   | Bernard Francis Pappin          | biskup pomocniczy Sault Sainte Marie (Kanada) | 29 stycznia 1975     | 27 sierpnia 1998  |
| 5   | Annetto Depasquale              | biskup pomocniczy Malty (Malta)               | 16 listopada 1998    | 29 listopada 2011 |
| 6   | Wayne Kirkpatrick               | biskup pomocniczy Toronto (Kanada)            | 18 maja 2012         | 18 grudnia 2019   |
| 7   | Francisco Daniel Rivera Sánchez | biskup pomocniczy Meksyku (Meksyk)            | 25 stycznia 2020     | 18 stycznia 2021  |
| 8   | Germán Medina Acosta            | biskup pomocniczy Bogoty (Kolumbia)           | 11 czerwca 2021      | 29 czerwca 2024   |
| 9   | Rui Gouveia                     | biskup pomocniczy Lizbony (Portugalia)        | 10 grudnia 2024      |                   |